# Теневая занятость
Теневая занятость (или неформальная занятость), в России иногда также называемая «левой работой», «работой за чёрную зарплату» — это вид занятости в неформальной экономике, когда факт установления трудовых отношений между работником и работодателем скрывается от официальных властей. Обычно эти отношения скрываются по инициативе работодателя или работника для того, чтобы не платить налоги или обойти тот или иной закон. В этом случае расчёт обычно производится наличными, зачастую работодателя не интересует прошлое работника и его документы.
Например, в России работодатель обязан уплачивать государству за официально нанятого (на постоянную работу) работника — страховые взносы в Пенсионный фонд РФ, а также подоходный налог с зарплаты работника (см. «Налог на заработную плату»).

## Причины
Некоторые причины, которые могут склонить работника или работодателя к такой работе:
- Более дешёвая рабочая сила, желание избежать законов о минимальной зарплате
- Нецелесообразность официального трудоустройства (например, из-за низких зарплат в официальной занятости)
- Отсутствие рабочих мест (безработица) в официальной занятости (в сельской местности, в небольших населенных пунктах, из-за закрытия предприятий)
- Нежелание оплачивать государству:
  - налоги
  - страховые взносы (в России — обязательные страховые взносы в государственные внебюджетные фонды)
  - алименты
- Нежелание терять пособие по безработице или инвалидности
- Статус человека, скрывающегося от закона
- Статус нелегального мигранта
- Индивидуальные убеждения
- Криминальное прошлое
- Протест против действия властей (например, агоризм)

## Примеры теневой занятости
Наиболее распространенные примеры теневой занятости, скрываемые от государства:
- Оказание услуг (наемная работа по дому, присмотр за детьми, ремонт, общественное питание, доставка)
- Работа таксистом
- Мелкая уличная торговля с лотков
- Временные или сезонные наемные работы (чернорабочие, строители, сборщики овощей и фруктов)
- Нелегальная иностранная трудовая миграция
- Различные типы неформальной самозанятости (в том числе фриланс, сдача жилья и прочей недвижимости в аренду, продажа урожая с личного подсобного хозяйства)[3].

## Теневая занятость
Неформальный рынок труда есть во всех странах. Например, в Германии, по некоторым оценкам, «левой работой» (мелкое строительство, мелкий бизнес, домашняя работа, ремонт, общепит и т. п.) в 2003 г. было занято около 5 млн человек.
Исследования Калифорнийского университета показали, что ослабление экономики штата Калифорния связано с тем, что более 2 миллионов работников не платят налог с заработной платы.
70-80 % предпринимателей Украины выплачивают наемным работникам зарплату наличными («в конвертах»), с целью ухода от налогов.

## Недостатки
Недоступная занятость может иметь вредное воздействие на правительство, работодателей и сотрудников.
Неповрежденная занятость напрямую влияет на способность правительства финансировать ресурсы (государственные расходы). Это вызывает налоговый разрыв путем сокращения налоговых доходов правительства.
Университет Калифорнии 2005 года, Лос-Анджелес, исследование показало, что экономика в Калифорнии была ослаблена более чем двумя миллионами работников, которым платят без уплаты налогов. По оценкам, более 214,6 млрд. Долл. США не переоценивались в только один из этого.

## В России
По данным «Роструда» и «Росстата» (май 2015 г.), теневая занятость в России составляет свыше 15 млн человек, это около 20 % экономически активного населения России (76,1 млн человек). По оценкам Центра макроэкономических исследований «Сбербанка РФ» (2014), к неформально занятым можно отнести 20 млн человек, — 25 % экономически активного населения России. Неформальная занятость более всего распространена в северокавказских республиках, из-за высокого уровня безработицы и избытка трудовых ресурсов там без трудового договора трудится 40 % всех работников.
По данным, которые приводит «Независимая газета», со ссылкой на слова вице-премьера Правительства РФ, Ольги Голодец, в 2013 году 38 млн. (44 %) из 86 млн граждан России трудоспособного возраста (16-54 года для женщин, 16-59 лет для мужчин) не имели какой-либо официальной занятости, то есть могли работать в «непрозрачных условиях».
Кроме того, во многих регионах России работодатели охотнее нанимают на рабочие вакансии, не требующие высокой квалификации, нелегальных иностранных трудовых мигрантов (гастарбайтеров), чем граждан России, так как иностранные трудовые мигранты согласны работать за минимальную оплату и без трудового договора. За нелегальных трудовых мигрантов работодатели не платят обязательных страховых отчислений, подоходный налог с их зарплаты. Чтобы на равных конкурировать за рабочие вакансии с трудовыми мигрантами, граждане России вынуждены также переходить в теневую занятость и работать за меньшую зарплату. В 2013 году в России легально или нелегально трудились, по разным оценкам, от 4,5 до 7 млн гастарбайтеров. По данным ФМС России, в январе 2015 г. в России находилось 10,9 млн иностранных мигрантов, большинство из которых — граждане стран СНГ трудоспособного возраста. При этом на 10,9 млн иностранных мигрантов, патентов на работу за весь 2015 год ими было куплено только 1,8 млн.
По данным «Росстата», объём занятости в теневом секторе в России (на 1 июня 2015 года — 15,4 млн человек) в последние 5 лет постоянно увеличивался.
В 2010 г. доля теневой занятости составляла 16,4 %,
к 2014 г. выросла до 20 % экономически активного населения.
К февралю 2016 г. число занятых в теневом секторе достигло 17-18 млн человек (оценка «РБК»); эксперты связывают это явление со спадом российской экономики.
На 2019 г. нелегальная занятость в России составила 13 млн человек, или 18 % от рабочей силы страны (исследование компании «Национальные кредитные рейтинги») В 2021 году количество россиян, работающих в теневом секторе экономики, возросло до 20 % от всех людей трудоспособного возраста. Во втором квартале число неформально занятых увеличилось на 1,5 млн человек.
В России наблюдается диссонанс во взаимоотношениях рынка труда и рынка образовательных услуг. Обособленное развитие системы образования в России (в отрыве от государственного развития страны) привело к перепроизводству выпускников высшей школы, что определило проблему избыточного образования не только на микроуровне, но и на макроуровне, а также влиянию на благосостояние как конкретного индивида, так и общества в целом. При этом, трудоустройство на работу, не связанную с полученной специальностью становится явной проблемой, ведущей молодых специалистов в группу нестабильно занятых.
Законной альтернативой теневой занятости являются нормальные трудовые отношения работника и работодателя, регламентированные Трудовым кодексом Российской Федерации. В качестве другой альтернативы государством предлагается регистрация граждан в качестве самозанятых. Пилотный проект был запущен в ряде регионов в 2019 году, а потом режим распространили на всю страну.

### Вред, наносимый теневой занятостью
Теневая занятость вредит обществу несколькими способами.
1. Теневая экономика снижает поступление налогов в государственный и региональный бюджеты.
2. Те, кто работают в неформальной занятости, включая нелегальных мигрантов, не получают того, что положено обычным работникам, например, гарантированный минимум зарплаты, медицинское, социальное и пенсионное обеспечение[27]. Такие работники, теряя работу, не получают пособие по безработице.
3. Неформальная занятость, неоформленные социально-трудовые отношения являются причиной эмоциональной нестабильности, тревожности, неуверенности в своем будущем самих работников, их психологического неблагополучия[28], возникновения в обществе неблагополучного социального слоя — прекариата.

По данным «Сбербанка РФ» (2014 г.), из-за неформальной занятости россиян государственный Пенсионный фонд России (ПФР) ежегодно теряет 710 млрд руб страховых взносов, по оценкам Министра труда РФ, Максима Топилина, эта сумма может составлять около 500 млрд руб.
По заявлению главы Федеральной миграционной службы (ФМС) РФ, Константина Ромодановского, в 2006 г. экономический ущерб, причиненный России нелегальной иностранной трудовой миграцией в виде неуплаты налогов, составил более 8 млрд долларов США.
Министерство финансов РФ, из-за падения налоговых поступлений в госбюджет, в 2014 г. внесло предложение частично отменить предусмотренное Конституцией РФ обязательное медицинское страхование, для трудоспособных граждан России, предположительно занятых в теневом секторе экономики (не имеющих официального трудоустройства и не зарегистрированных в центре занятости). По расчетам «Минфина РФ», бюджет сможет сэкономить на этом 145,5 млрд рублей в год с учётом инфляции. Из-за прямого нарушения конституционных прав граждан РФ, предложение пока не было принято.
В конце сентября 2021 года в Минфине РФ предупредили, что при существующих темпах роста теневой занятости к 2034 году Россия будет терять 1,5 % ВВП в год. Минтруд РФ подготовил стратегию по сокращению теневой занятости на 2022—2024 гг.

### Принуждение к теневой занятости
Очень часто работа без официального оформления трудовых отношений ведётся по инициативе работодателя, даже если работник того не хочет. Выявить факты такой деятельности сложно, так как из-за безработицы и конкуренции за рабочие места, у работника зачастую нет альтернативы (наёмное рабство), поэтому работодатели обычно уходят от ответственности. Основную выгоду от теневой занятости получает работодатель, которому не требуется платить подоходный налог с зарплаты работника, обязательных страховых отчислений государству за работника (пенсионные, страховые медицинские и социальные отчисления).
В то же время, учитывая масштабы теневой занятости в России, благодаря ей формируются доходы у значительной части населения. В связи с ростом цен, спадом экономики, нестабильностью и низким уровнем оплаты в формальной занятости, для многих граждан России теневая занятость — это единственный доступный источник дохода, считают эксперты РАН.
Если раньше работа без договора предполагала для работника более высокие доходы, то в последнее время теневая занятость в России превратилась в альтернативу безработице, особенно для работников со средним и средним профессиональным образованием, считают эксперты Центра макроэкономических исследований «Сбербанка РФ» в 2014 году.
Широкое распространение в России имеет и частичная теневая занятость (так называемая «серая зарплата»), когда работодатель в трудовом договоре указывает зарплату работника не больше официального прожиточного минимума в России, с которого платит государству минимальные налоги, а всю остальную зарплату выплачивает наличными («в конверте»), чтобы уйти от налогов. По оценкам «РБК», объём «серых» и «чёрных» зарплат, скрываемых работодателями от уплаты налогов государству, может составлять до 40 % фонда оплаты труда в 2016 году.

### Ответственность за принуждение к теневой занятости
Необоснованное уклонение работодателя от заключения трудового договора с работником в России является нарушением Трудового кодекса РФ, за которое предусмотрена административная и уголовная ответственность работодателя. В законодательстве РФ также предусмотрена административная и уголовная ответственность работодателя за неуплату подоходного налога, административная ответственность работодателя за неуплату обязательных страховых отчислений в государственный пенсионный фонд за работника. В то же время, в законодательстве РФ, для работника не предусмотрены прямые механизмы контроля за уплатой обязательных страховых отчислений работодателем государству, кроме опосредованного контроля своего индивидуального лицевого счета в Пенсионном фонде РФ через сайт «Gosuslugi.ru».

Пытаясь переложить ответственность на неработающих граждан в России, «Роструд» в мае 2015 года предложил ввести обязательный «социальный платёж» для всех трудоспособных категорий россиян, которые не работают, не учатся и не состоят на учёте в центре занятости в качестве безработных, то есть заочно признав их всех преступниками по статье 198 УК РФ, уклоняющимися от уплаты налогов. Пока законодательно такое решение не было принято из-за противоречий с Конституцией РФ. Директор Института проблем глобализации, Михаил Делягин, считает введение «налога на бедность» нарушением прав человека:
С бухгалтерской, утилитарной точки зрения соцплатёж выглядит так же абсурдно, как и с точки зрения соблюдения прав человека. Предположим, мы обкладываем всех налогом, исходя из убеждения, что если человек не работает, то он является преступником, потому что обязательно занят в теневом секторе.